# Петров-Дол (Варненская область)
Петров-Дол (болг. Петров дол) — село в Болгарии. Находится в Варненской области, входит в общину Провадия. Население составляет 323 человека.

## Политическая ситуация
В местном кметстве Петров-Дол, в состав которого входит Петров-Дол, должность кмета (старосты) исполняет Донка Георгиева Иванова (коалиция в составе 2 партий: Земледельческий народный союз (ЗНС), Союз свободной демократии (ССД)) по результатам выборов правления кметства.
Кмет (мэр) общины Провадия — Георги Стоянов Янев (ДНГ) по результатам выборов в правление общины.